# Shane's Chess Information Database
Shane's Chess Information Database (Scid) é um aplicativo livre e de código aberto para UNIX, Windows, Linux e Mac para visualizar e manter grandes bancos de dados de jogos de xadrez. Possui recursos comparáveis a softwares comerciais de xadrez populares. Scid é escrito em Tcl/Tk e C++.

## Características

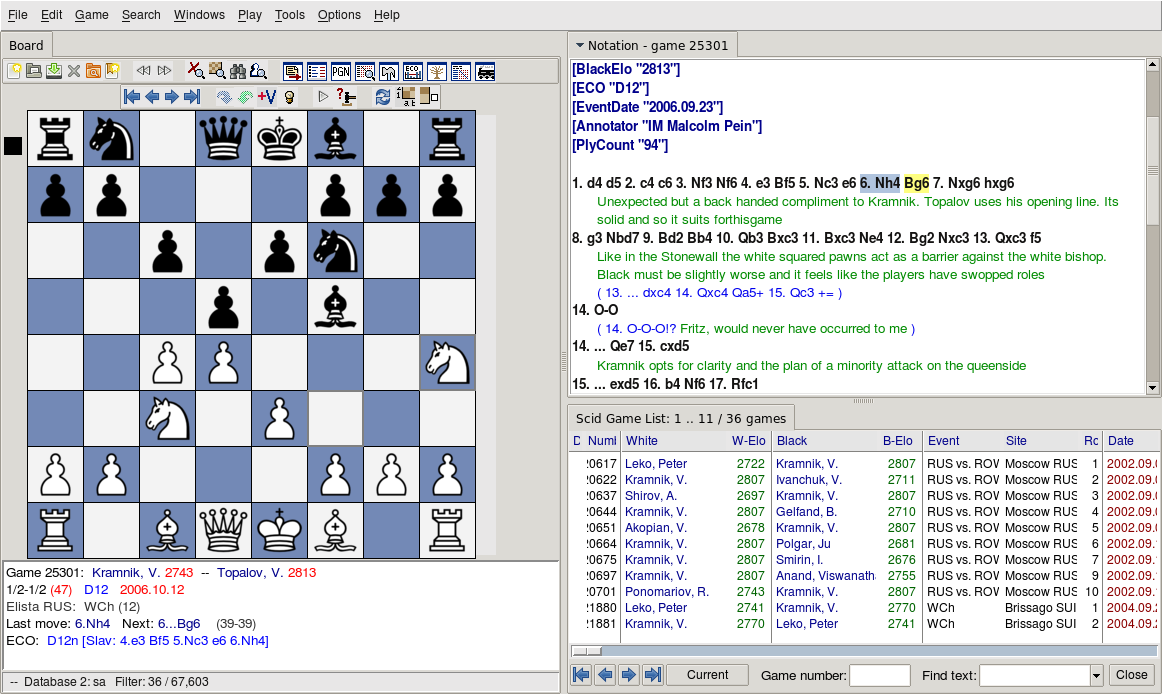
Scid 4.3

Scid é um kit de ferramentas de xadrez com muitos recursos. Pode interagir com motores XBoard (como Crafty e GNU Chess) e UCI (por exemplo, Fruit, Rybka e Stockfish). Usando Scid, pode-se jogar contra oponentes humanos (no Free Internet Chess Server) ou de computador. Os recursos do banco de dados incluem uma árvore de movimentos com estatísticas, informações e fotografias de jogadores, e pesquisas gerais para finais específicos (por exemplo, peão contra torre ou torre contra dama), posições ou jogadores. Seu banco de dados contém 1,4 milhão de partidas (ScidBase).
Sua velocidade se deve ao armazenamento de partidas de xadrez em seu próprio formato compacto de banco de dados (si4), mas o software também suporta a popular portable game notation (PGN).

## Software relacionado
Existem vários projetos relacionados ao Scid, todos usando o formato de banco de dados si4. ChessDB foi o primeiro derivado do Scid. Scid vs. PC está em desenvolvimento desde 2009 e possui uma interface aprimorada. Seu principal novo recurso é um modo de torneios de computadores, e também inclui widgets de lista de jogos, FICS e análise reescritos. ChessX substitui Tcl/Tk por Qt. Scidb (escrito em Tcl/C++) implementa muitas variantes de xadrez e outros formatos de leitura/escrita.